# Sonoy (restaurant)
Sonoy was een restaurant in Emmeloord, Nederland. Het had één Michelinster in de periode 2010-2013.
Eigenaar en chef-kok van Sonoy was Paul van Staveren.
Het restaurant was gevestigd in een voormalige watertoren Poldertoren, op een hoogte van 40 meter. Tijdens de overgangsperiode van vijf weken van het oude restaurant Hof van Sonoy naar "Sonoy" werkte het personeel bij De Librije in Zwolle.

In maart 2013 was de gemeente Noordoostpolder, eigenaar van de watertoren, de toekomst van de toren kritisch aan het bekijken. Een mislukte renovatie leverde veel problemen op. De gemeente besloot de toren alleen als monument te behouden en noodgedwongen sloot het restaurant op 1 juli 2013. Eigenaar Paul van Staveren kreeg een schadevergoeding van € 200.000 plus € 75.000 niet te betalen huur. Evengoed verloor Van Staveren ongeveer de helft van de oorspronkelijke investering.
Het restaurant won in 2010 de eerste "Duurzaam Restaurant van het Jaar"-prijs, toegekend door GaultMillau.
De in 2010 toegekende Michelinster was de eerste die toegekend werd in de – relatief jonge – provincie Flevoland.
Het restaurant was sinds 2006 lid van de Alliance Gastronomique Néerlandaise, aanvankelijk nog als restaurant Hof van Sonoy.